# Arbeitsschwere
Arbeitsschwere ist in der Arbeitsmedizin und Arbeitsphysiologie der Grad der physiologischen Arbeitsbelastung zur Beschreibung des Leistungsvermögens einer Arbeitskraft.

## Allgemeines
Die Arbeitsschwere wird definiert als Kraftaufwand, Dauer und Häufigkeit der geforderten Verrichtung. Das Leistungsvermögen wird nicht nur durch die Arbeitsschwere bestimmt, sondern auch durch Arbeitshaltung, Arbeitstempo, Belastungsdauer, Lärmbelastung usw. Einflussfaktoren sind insbesondere Anstrengung, Arbeitsablauf, ungenügende Arbeitsmittel, schlechte Arbeitsorganisation, Arbeitsumgebung, Arbeitszeit, Betriebsklima, Körperhaltung bei der Arbeit (Gehen, Liegen, Sitzen, Stehen), Personalmangel oder Schichtarbeit (Frühschicht, Tagesschicht, Nachtschicht).

## Arten
Klassifiziert wird die Arbeitsschwere durch den REFA (Verband für Arbeitsgestaltung, Betriebsorganisation und Unternehmensentwicklung). Messgröße ist entweder der Leistungsumsatz (PAL-Einheit; englisch Physical Activity Level) oder Watt (als dauernde Ergometerbelastung), wodurch folgende Unterscheidungen möglich sind:
PAL-Einheiten
| PAL-Faktor | Tätigkeit                                                           | Beispiele                                                 |
| ---------- | ------------------------------------------------------------------- | --------------------------------------------------------- |
| 0,95       | Schlaf                                                              | Nachtruhe                                                 |
| 1,2        | Sitzen oder Liegen                                                  | Lesen, Fernsehen, alte oder gebrechliche Personen         |
| 1,4 – 1,5  | überwiegend Sitzen                                                  | Schreibtischarbeit                                        |
| 1,6 – 1,7  | überwiegend Sitzen, mit zusätzlichen stehenden/gehenden Tätigkeiten | Kraftfahrer, Laboranten, Studenten                        |
| 1,8 – 1,9  | überwiegend stehende/gehende Tätigkeiten                            | Handwerker, Kellner, Verkäufer                            |
| 2,0 – 2,4  | körperlich anstrengende berufliche Tätigkeiten                      | Bergleute, Hochleistungssportler, Landwirte, Waldarbeiter |

1 PAL entspricht dem Grundumsatz. Höhere PAL-Faktoren erfordern Aktivitäten wie Sitzen, Stehen, Gehen oder Laufen.
Belastende Körperhaltungen (Zwangshaltungen, Haltearbeit) erhöhen die Arbeitsschwere um eine Stufe.
Genauer schätzt man den täglichen Energieumsatz (einschließlich Freizeit) über die PAL-Einheit, gemessen in Vielfachen des Grundumsatzes Beispielwerte sind:
- ausschließlich sitzende oder liegende Lebensweise: 1,2 PAL (alte, gebrechliche Menschen),
- ausschließlich sitzende Tätigkeit mit wenig oder keiner anstrengenden Freizeitaktivität: 1,4–1,5 (Büroangestellte, Feinmechaniker),
- sitzende Tätigkeit, zeitweilig auch zusätzlicher Energieaufwand für gehende und stehende Tätigkeiten: 1,6–1,7 PAL (Laboranten, Kraftfahrer, Studierende, Fließbandarbeiter)
- überwiegend gehende und stehende Tätigkeit: 1,8–1,9 PAL (Hausfrauen, Verkäufer, Kellner, Mechaniker, Handwerker),
- körperlich anstrengende berufliche Tätigkeit: 2,0–2,4 PAL (Bauarbeiter, Landwirte, Waldarbeiter, Bergarbeiter, Leistungssportler).

Watt-Einheiten
Werden die Watt-Einheiten zugrunde gelegt, wird die Arbeitsschwere wie folgt eingeteilt:
| Arbeitsschwere | Tätigkeit                                                                                        | Watt        |
| -------------- | ------------------------------------------------------------------------------------------------ | ----------- |
| keine          | Schlaf                                                                                           | 70 bis 90   |
| leicht         | leichte Hand- oder Heimarbeit bei ruhigem Sitzen bzw. Stehen, verbunden mit gelegentlichem Gehen | 90 bis 130  |
| mittelschwer   | mittelschwere Hand- oder Heimarbeit im Sitzen, Gehen oder Stehen                                 | 130 bis 200 |
| schwer         | schwere Hand- oder Rumpfarbeit                                                                   | über 200    |

Leicht oder mittelschwer ist eine Tätigkeit auch dann, wenn der Anteil von mittelschwerer bzw. Schwerarbeit auf kurzfristig 2 Mal stündlich oder 5 % der Arbeitszeit begrenzt ist.
Leichte Arbeit sind Tätigkeiten wie die Handhabung leichter Werkstücke oder Werkzeuge, Tragen von weniger als 10 Kilogramm Gewicht und langdauerndes Stehen oder Umhergehen. Mittelschwere Arbeit ist die Handhabung von 1 bis 3 Kilogramm schwerer Steuereinrichtungen, Heben und Tragen von Lasten zwischen 10 und 15 Kilogramm in der Ebene oder die Handhabung von Werkstücken oder Werkzeugen bis zur 3 Kilogramm Gewicht. Schwere Arbeit beinhaltet das Tragen von Lasten bis 40 Kilogramm in der Ebene oder die Handhabung von Werkstücken oder Werkzeugen über 3 Kilogramm.
Teilt man die Arbeitsschwere nach Geschlechtern auf, ergibt sich folgendes Bild:
| Geschlecht | Arbeitsschwere                         | Arbeitsenergieumsatz in AkJ pro Minute | Herzfrequenz pro Minute   |
| ---------- | -------------------------------------- | -------------------------------------- | ------------------------- |
| Männer     | leicht mittelschwer schwer sehr schwer | < 9 9–13 13–17 > 17                    | < 90 90–100 100–110 > 110 |
| Frauen     | leicht mittelschwer schwer sehr schwer | < 6 6–9 9–12 > 12                      | < 90 90–100 100–110 > 110 |

Messgrößen sind der Arbeitsenergieumsatz in Arbeits-Kilojoule pro Minute (AkJ/min) und die Herzfrequenz pro Minute (HF/min). Während für Männer und Frauen der AkJ/min unterschiedlich ausfällt, ist die Herzfrequenz bei beiden Geschlechtern identisch.
Eine Einteilung von Arbeitsschwere anhand der eingesetzten Muskelgruppen stammt von Lehmann:
- Leichte Handarbeit, zum Beispiel Schreiben,
- Schwere Handarbeit, zum Beispiel Arbeiten mit einer Kneifzange,
- Leichte Armarbeit, zum Beispiel Platinen bestücken,
- Schwere Armarbeit, zum Beispiel  Nägel einschlagen,
- Leichte Körperarbeit, zum Beispiel Harken eines Weges,
- Mittelschwere Körperarbeit, zum Beispiel Holzsägen,
- Schwere Körperarbeit, zum Beispiel Bauarbeiten,
- Sehr schwere Körperarbeiten, zum Beispiel Tragen von schweren Säcken.

Eine physiologische Definition lautet:
mit 1 MET ≈ von 3,6 ml Sauerstoffaufnahme je kg Körpergewicht und min Arbeitszeit,
- leichte Arbeit < 4 MET,
- mittelschwere Arbeit < 6 MET,
- Schwerarbeit < 8 MET,
- Schwerstarbeit > 8 MET.

## Arbeitsrecht
Das Bundesarbeitsgericht (BAG) stellte in zwei Urteilen im April 1988 fest, dass der Begriff der geringen körperlichen Belastung objektiv zu bestimmen ist und dass „für die Bewertung der Arbeitsschwere alle Umstände zu berücksichtigen [sind], die auf den Menschen belastend einwirken und zu körperlichen Reaktionen führen können“, unter anderem „ausschließlich stehende Tätigkeit, notwendige Körperhaltung, taktgebundene, repetitive Arbeit, nervliche Belastungen und Lärmeinwirkung“. Beiden Urteilen lag ein Gutachten zugrunde, das als Bewertungskriterien für die Beurteilung der Arbeitsschwere den Arbeitsenergieumsatz (dynamisch-muskuläre Belastung) und die Arbeitspulsfrequenz (Beanspruchungsreaktion des Herz-Kreislaufsystems) heranzog.

## Wirtschaftliche Aspekte
Der Betriebswirt Konrad Mellerowicz wies 1963 darauf hin, dass die Beschäftigten eines Unternehmens nicht nur aufgrund eines Arbeitsvertrages ihre Arbeitskraft zur Verfügung stellen, sondern auch das Risiko eingehen, im Arbeitsprozess gesundheitliche Schäden körperlicher oder geistiger Art zu erleiden. Das Arbeitsentgelt stellt lediglich eine Entschädigung für die normale Minderung der Arbeitskraft im Produktionsprozess dar; eine besondere Risikoprämie wird nur ausnahmsweise berücksichtigt (Erschwerniszulage). Die Fachliteratur der Arbeitsbewertung geht davon aus, dass lediglich die Arbeitsschwere und nicht ihre Folgen zu bewerten ist.
Dauerhafte Arbeitsschwere kann zunächst zu Stress führen (Arbeitsleid), mittelfristig aber auch psychische oder physische Belastungen verursachen. Diese Folgen können gemildert werden, wenn vermehrt Arbeitspausen eingelegt, die Arbeitszeit verkürzt oder der Urlaub verlängert werden. Die Folgen der Arbeitsschwere können die Fehlzeiten erhöhen. Wenn die Krankheiten und Arbeitsunfälle jeweils 100 % ausmachen, dann entfallen bei hoher Arbeitsschwere 13 % auf Arbeitsunfälle. Hohe Arbeitsschwere kann in den günstigen Phasen der Arbeitskurve am ehesten verkraftet werden.

## Abgrenzung
Als Schwerarbeit werden Tätigkeiten bezeichnet wie das Tragen von bis zu 40 Kilogramm schweren Lasten in der Ebene oder Steigen unter mittleren Lasten oder die Benutzung von Werkzeugen mit über 3 Kilogramm Gewicht sowie die Tätigkeiten Graben, Hacken oder Schaufeln. Arbeitsbelastung ist die Gesamtheit der erfassbaren Einflüsse im Arbeitssystem, die auf eine Arbeitskraft einwirken (DIN EN ISO 6385).